# Planificateur de tâches (Windows)
Pour les différents planificateurs de tâches disponibles selon le système d'exploitation, voir Planificateur de tâches.
Le  Planificateur de tâches (en anglais, Task Scheduler ou System Agent) est un composant du système d'exploitation Windows de Microsoft.
Il s'agit d'un logiciel qui permet de programmer le démarrage de programmes ou de scripts à des temps prédéfinis ou après certains intervalles prédéfinis.
Ce programme a été introduit dans le Microsoft Plus! de Windows 95 sous le nom de System Agent, puis il fut renommé Planificateur de tâches dans Windows 98. Il ne faut pas confondre ce programme avec le programme d'ordonnancement des tâches dans les systèmes d'exploitation qui alloue le processeur aux tâches qui sont déjà dans la mémoire vive de l'ordinateur.
Dans Windows 7, le programme se trouve dans le dossier Accessoires. Pour le démarrer, il faut cliquer successivement sur le bouton démarrer, Tous les programmes, Accessoires, Outils système et Planificateur de tâches.

## Alternatives
Ce logiciel utilitaire est aussi un service intégré au système d'exploitation, il ne peut pas être intégralement remplacé, car il permet de planifier des tâches de maintenance propre au noyau Windows. Il est cependant possible d’utiliser d'autres alternatives. 
L'utilisateur d'un ordinateur sous Windows qui veut gérer lui-même l'ordre dans lequel les tâches s'exécutent, ou exécuter des tâches sous certaines conditions que le planificateur de tâches de Windows ne gère pas, peut se tourner vers des logiciels spécialisés dans la planification de tâches, comme JS7 JobScheduler, Action(s), Advanced Task Scheduler, JTaches, VisualCron, etc.